# André-Pamphyle-Hyppolite Rech
André-Pamphyle-Hyppolite Rech (Hérault, 31 de mayo de 1793 - 1853), psiquiatra francés, uno de los primeros "alienistas" de su época.

## Trayectoria
Fue alumno de Jean-Étienne Dominique Esquirol y profesor de la afamada facultad de medicina de la Universidad de Montpellier. Investigó la catalepsia, la epilepsia y la clínica de los manicomios.
Fundó uno en Montpellier que existe todavía y lleva su nombre.
Aparte de los trabajos recogidos en las Ephémérides médicales de Montpellier, aparecidas entre 1826 y 1829, escribió De l'aitiologie des maladies en général: Tribut académique (1814); Clinique de la maison des aliénés de Montpellier (1826), De la catalepsie. Observations et considérations... (1826); Considérations sur le siège de l'épilepsie. Clinique de la maison des aliénés de Montpellier (Montpellier, J. Martel Aîné, 1826-1829); De la douche et des affusion d'eau froide sur la tête: dans le traitement (1846) y, con otros autores, Rapport sur le choléra-morbus asiatique qui a régné dans le Midi (1837).